# Osmia dlabolae
Osmia dlabolae là một loài Hymenoptera trong họ Megachilidae. Loài này được Tkalcu mô tả khoa học năm 1978.